# تشريع الأسلحة الهجومية في الولايات المتحدة
يشير التشريع الخاص بالأسلحة الهجومية في الولايات المتحدة إلى مشاريع القوانين والقوانين (السارية، والنظرية، ومنتهية الصلاحية، والمقترحة، أو الفاشلة) التي تحدد وتقيّد أو تجعل تصنيع الأسلحة الهجومية ونقلها وحيازتها غير قانوني. تختلف طريقة تعريف هذه الأسلحة النارية وتنظيمها من ولاية قضائية إلى أخرى؛ وبوجه عام، يشكل ذلك قائمة بأسلحة نارية محددة ومجموعات من الخصائص المتعلقة بالأسلحة النارية شبه الآلية. تٌعرف البنادق الهجومية (وليس الأسلحة الهجومية) بموجب القانون الفيدرالي في قانون الأسلحة النارية الوطني لعام 1934. يُعرف قانون الأسلحة النارية الوطني على وجه التحديد البندقية الهجومية على أنها بندقية يمكنها إطلاق أكثر من طلقة واحدة لكل سحب زناد، أي قادرة على إطلاق نار انتقائي.
انتهى الحظر الفيدرالي للأسلحة الهجومية الذي سُنّ في عام 1994 في عام 2004. لكن هذا لم يفعل الكثير لتنظيم الأسلحة النارية الفعلية بخلاف الحد من الاستيراد من بلدان معينة. فشلت محاولات تجديد هذا الحظر، وكذلك محاولات تمرير حظر جديد، مثل حظر الأسلحة الهجومية لعام 2013. حظرت ثماني ولايات أمريكية الأسلحة الهجومية: ثلاث ولايات حظرت الأسلحة قبل الحظر الفيدرالي لعام 1994، وأربع ولايات أخرى قبل انتهاء الحظر الفيدرالي، وواحدة بعد انتهاء الحظر الفيدرالي. غالبية الدول (42 ولاية) ليس لديها حظر على الأسلحة الهجومية، على الرغم من أن ولايتين، مينيسوتا وفيرجينيا، لديهما متطلبات تدريب وفحص الخلفية لمشتري الأسلحة الهجومية التي تكون أكثر صرامة من تلك الخاصة بالأسلحة النارية العادية. في 4 يونيو 2021 ألغى قاضٍ فيدرالي الحظر الذي دام ثلاثة عقود في كاليفورنيا، على الرغم من أنه ما زال قيد الاستئناف من قبل المدعي العام في كاليفورنيا. على الرغم من عدم وجود حظر للأسلحة الهجومية على مستوى الولاية في كولورادو وإلينوي، فإن الحظر المحلي موجود في مدن أو مقاطعات معينة في كل من هذه الولايات. في استطلاع للرأي أجري عام 2018 أيد معظم الأمريكيين فرض حظر على الأسلحة الهجومية.
فًرض الحظر الفيدرالي لعام 1994 وحظر الولاية في عام 1989 في ولاية كاليفورنيا بسبب إطلاق النار في مدرسة كليفلاند الابتدائية عام 1989 في ستوكتون، كاليفورنيا. أصبحت التشريعات الحالية والمقترحة بشأن الأسلحة موضع اهتمام متجدد في أعقاب عمليات إطلاق النار الجماعية، وكان آخرها بعد إطلاق النار على مدرسة روب الابتدائية في مايو 2022 في أوفالدي، تكساس. بالإضافة إلى الحظر الذي تفرضه الولايات، فإن واشنطن العاصمة وبعض المقاطعات والبلديات الأمريكية لديها قوانين تتعلق بالأسلحة الهجومية.

## الحظر الفيدرالي للأسلحة الهجومية

### انتهاء صلاحية حظر الأسلحة الهجومية لعام 1994
في يناير 1989 أطلِق النار على 34 طفلًا ومعلمًا في ستوكتون، كاليفورنيا. استخدم المسلح سلاحًا ناريًا شبه آلي من طراز أيه كيه-47، ولقي خمسة أطفال حتفهم. حظر الرئيس جورج بوش الأب جميع واردات البنادق نصف الآلية في مارس 1989، وجعل الحظر دائمًا في يوليو 1989. حاول حظر الأسلحة الهجومية معالجة القلق العام بشأن إطلاق النار الجماعي مع الحد من التأثير على استخدام الأسلحة النارية الترفيهية.
في نوفمبر 1993 أقر الحظر مجلس الشيوخ الأمريكي. قالت مؤلفة الحظر، ديان فاينستاين (ديمقراطية من كاليفورنيا)، ومدافعون آخرون، إنه كان نسخة ضعيفة من الاقتراح الأصلي. في يناير 1994، قال جوش شوغرمان، المدير التنفيذي لمركز سياسة العنف، إنه يجب حظر المسدسات والأسلحة الهجومية. في مايو من ذلك العام كتب الرؤساء السابقون جيرالد فورد، وجيمي كارتر، ورونالد ريغان إلى مجلس النواب الأمريكي دعمًا لحظر «البنادق الهجومية شبه الآلية». استشهدوا باستطلاع أجرته سي إن إن/الولايات المتحدة وتوداي/غالوب عام 1993 والذي وجد أن 77% من الأمريكيين يؤيدون فرض حظر على تصنيع وبيع وامتلاك مثل هذه الأسلحة. حاول النائب جاك بروكس (ديمقراطي من تكساس)، رئيس اللجنة القضائية في مجلس النواب آنذاك، إزالة الحظر من مشروع قانون الجريمة لكنه فشل.
سُنّ قانون حماية السلامة العامة واستخدام الأسلحة النارية الترفيهية، المعروف باسم الحظر الفيدرالي للأسلحة الهجومية في سبتمبر 1994. ألغي الحظر (انتهت صلاحيته)، بما في ذلك الحظر المفروض على مخازن الأسلحة ذات السعة العالية، في سبتمبر 2004 بموجب حكم الانقضاء والذي مدته 10 سنوات.

## الحظر الفيدرالي للأسلحة الهجومية المقترح

### حظر الأسلحة الهجومية المقترح لعام 2015
قُدِم مشروع القانون المقترح إتش. آر. 4269، حظر الأسلحة الهجومية لعام 2015، في 16 ديسمبر 2015، إلى الكونغرس الأمريكي في الاجتماع 114، برعاية النائب ديفيد إن. سيليني من رود آيلاند إلى جانب 123 من الرعاة المشاركين الأصليين. كان لديه 149 راعيًا مشاركًا. نص هذا التشريع على أن الغرض منه هو «تنظيم الأسلحة الهجومية، وضمان أن الحق في الاحتفاظ بالأسلحة وحملها ليس غير محدود، ولأغراض أخرى».
استهدف التشريع المقترح مختلف ملحقات الأسلحة النارية، بما في ذلك غلاف السبطانة (غطاء أمان لفوهة السلاح الناري لمنع المُطلق من حرق يديه عندما تصبح السبطانة ساخنة بعد إطلاق عدة طلقات)، وقبضة المسدس، وأنواع معينة من مخزونات الأسلحة النارية مثل التلسكوب أو انهيار المخزونات. تضمنت القوائم مختلف فئات ونماذج الأسلحة النارية، بما في ذلك الأسلحة النارية شبه الآلية، والبنادق من طراز إيه آر-15، والأسلحة الهجومية، والمسدسات شبه الآلية، والبنادق شبه الآلية، وغيرها، والتي بالفعل حُظر أو قيد بعضها بموجب التشريعات الحالية بما في ذلك قاذفات القنابل اليدوية. حظر التشريع المخازن عالية السعة.

### حظر الأسلحة الهجومية لعام 2021

الولايات والأقاليم الأمريكية التي سنت حظرًا على الأسلحة الهجومية
البنادق الطويلة والمسدسات
المسدسات فقط

وافقت لجنة مجلس النواب في يوليو 2022 على حظر الأسلحة الهجومية لعام 2021.

## حظر الأسلحة الهجومية من قبل الولاية
أقرت ثلاث ولايات أمريكية حظرًا على الأسلحة الهجومية قبل أن يمرر الكونغرس حظر الأسلحة الهجومية الفيدرالي لعام 1994: كاليفورنيا في 1989، ونيوجيرسي في 1990، وكونيتيكت في 1993. أقرت أربع ولايات أخرى حظر الأسلحة الهجومية قبل انتهاء حظر الأسلحة الهجومية لعام في عام 2004: هاواي، وماريلاند، وماساتشوستس، ونيويورك.

### كاليفورنيا
تقيد ولاية كاليفورنيا حيازة أو بيع أو نقل أو استيراد أسلحة هجومية محددة على الأفراد الذين يمتلكون تصريح أسلحة خطرة صادر عن وزارة العدل في كاليفورنيا. من الناحية العملية، يصدر عدد قليل جدًا من تصاريح الأسلحة الخطرة، وفقط في ظل مجموعة محدودة جدًا من الظروف المحددة في لوائح وزارة العدل بالولاية.

#### 1989
في مايو 1989 أصبحت كاليفورنيا أول ولاية في الولايات المتحدة تمرر قانون الأسلحة الهجومية، بعد إطلاق النار في مدرسة كليفلاند الابتدائية في يناير 1989 في ستوكتون. حظر قانون مكافحة الأسلحة الهجومية في روبرتي روس لعام 1989، أو إيه دبليو سي إيه، الأسلحة النارية شبه الآلية التي صُنفت كأسلحة هجومية: أكثر من 50 علامة تجارية ونموذجًا محددًا من البنادق والمسدسات وبنادق الصيد لمن حصلوا على تصريح أسلحة خطرة من قبل وزارة العدل بكاليفورنيا. نظرًا لأن وزارة العدل عمومًا لا تمنح تصاريح أسلحة خطرة للمواطنين العاديين، فإن قانون روبرتي روس يرقى إلى حظر فعال على الأسلحة الهجومية المحددة في كاليفورنيا. حظرت أيضًا المخازن التي صنفتها على أنها ذات سعة كبيرة (تلك القادرة على حمل أكثر من 10 طلقات ذخيرة). أعفيت البنادق والمخازن المملوكة قانونًا في الوقت الذي مُرر فيه القانون في حال كانت مسجلة لدى وزارة العدل في كاليفورنيا.

## الرأي العام حول السيطرة على السلاح (الولايات المتحدة)
في خضم الزيادة الأخيرة في عمليات إطلاق النار الجماعية ، بما في ذلك 46 حادث إطلاق نار في المدرسة في عام 2022 ، وجد استطلاع أجرته شبكة فوكس نيوز في أبريل 2023 أن الناخبين المسجلين يؤيدون بأغلبية ساحقة مجموعة واسعة من قيود الأسلحة:
قال 87٪ إنهم يؤيدون طلب إجراء فحوصات خلفية جنائية لجميع مشتري الأسلحة ؛
81٪ يؤيدون رفع شرط العمر لشراء أسلحة نارية إلى 21 ؛
80٪ يؤيدون طلب فحوصات الصحة العقلية لجميع مشتري الأسلحة ؛
80٪ قالوا إنه يجب السماح للشرطة بأخذ الأسلحة من الأشخاص الذين يشكلون خطراً على أنفسهم أو على الآخرين ؛
أيد 61٪ حظر البنادق الهجومية والأسلحة نصف الآلية.